# Championnat d'Irlande du Nord de football 1961-1962
Navigation
Édition précédente Édition suivante
Le 60e Championnat d'Irlande du Nord de football se déroule en 1961-1962. Linfield FC remporte son vingt-sixième titre de champion d’Irlande du Nord. Pour la deuxième année consécutive Linfield et Portadown FC terminent le championnat à égalité de points (31 points cette fois). Le résultat final est identique. Un match de barrage est donc organisé pour départager les deux équipes et attribuer le titre de champion. Linfield remporte le match 3 buts à 1.
L’affrontement entre Portadown et Linfield est complet avec la Coupe d’Irlande du Nord de football. La finale oppose une nouvelle fois les deux équipes. Linfield l’emporte 4 – 0 et réalise ainsi le doublé
A l’autre bout du classement, les malheurs de Cliftonville FC continuent. Déjà habitué à la dernière place depuis quelques saisons, le club termine le championnat sans aucune victoire. C’est une première dans l’histoire de la compétition.
Avec 20 buts marqués,  Mick Lynch de Ards FC remporte le titre de meilleur buteur de la compétition.

## Les 12 clubs participants
- Ards FC
- Bangor FC
- Ballymena United
- Cliftonville FC
- Coleraine FC
- Crusaders FC
- Derry City FC
- Distillery FC
- Glenavon FC
- Glentoran FC
- Linfield FC
- Portadown FC

## Compétition

### Classement
Le classement est établi sur le barème de points classique (victoire à 2 points, match nul à 1, défaite à 0).
| Rang | Équipe           | Pts | J  | G  | N | P  | Bp | Bc | Diff |
| ---- | ---------------- | --- | -- | -- | - | -- | -- | -- | ---- |
| 1    | Linfield FC      | 31  | 22 | 14 | 3 | 5  | 62 | 32 | +30  |
| 2    | Portadown FC     | 31  | 22 | 14 | 3 | 5  | 56 | 32 | +24  |
| 3    | Ballymena United | 29  | 22 | 11 | 7 | 4  | 47 | 32 | +15  |
| 4    | Ards FC          | 27  | 22 | 11 | 5 | 6  | 46 | 38 | +8   |
| 5    | Glenavon FC      | 26  | 22 | 9  | 8 | 5  | 62 | 43 | +19  |
| 6    | Crusaders FC     | 25  | 22 | 11 | 3 | 8  | 42 | 43 | -1   |
| 7    | Glentoran FC     | 25  | 22 | 10 | 5 | 7  | 45 | 35 | +10  |
| 8    | Distillery FC    | 20  | 22 | 8  | 4 | 10 | 56 | 62 | -6   |
| 9    | Coleraine FC     | 18  | 22 | 7  | 4 | 11 | 37 | 39 | -2   |
| 10   | Derry City FC    | 14  | 22 | 3  | 8 | 11 | 22 | 38 | -16  |
| 11   | Bangor FC        | 13  | 22 | 5  | 3 | 14 | 31 | 56 | -25  |
| 12   | Cliftonville FC  | 5   | 22 | 0  | 5 | 17 | 17 | 73 | -56  |

|  | Champion d'Irlande du Nord |
|  | Relégation                 |

### Match de barrage
|  | Linfield FC | 3 - 1 | Portadown FC |  |  |
|  |             |       |              |  |  |

## Bilan de la saison
| Tableau d'Honneur                         |             |
| Compétition                               | Vainqueur   |
| Championnat d'Irlande du Nord de football | Linfield FC |
| Coupe d'Irlande du Nord de football       | Linfield FC |

| Promotions et relégations |       |
| Relégués                  | Aucun |
| Promus                    | Aucun |

## Statistiques

### Meilleur buteur
- Mick Lynch, Ards FC 20 buts